# 백지숙
백지숙(1964년~)은 대한민국의 학예사이자 미술평론가이다.

## 주요 경력
- 2015년-2016년　미디어시티서울 2016 예술감독/큐레이터
- 2013년-2014년　4회 안양공공예술프로젝트(APAP) 예술감독
- 2011년-2014년　아뜰리에 에르메스 아티스틱 디렉터
- 2005년-2008년　한국문화예술위원회 아르코미술관 관장
- 2000년-2004년　한국문화예술위원회 인사미술공간 큐레이터

## 주요 기획 전시
- 2007년　<Activating Korea: Tides of Collective Action>(공동 기획; 고벳-브루스터 아트 갤러리, 인사미술공간 보관됨 2015-08-10 - 웨이백 머신)[1]
- 2006년　제6회 광주 비엔날레 <열풍변주곡> 중 <마지막 장_길을 찾아서: 세계 도시 다시 그리다>(공동 기획; 광주 비엔날레)
- 2005년　<The Battle of Visions>(공동 기획; 쿤스트할레 다름슈타트)[2]
- 1999년　'99 여성미술제 <팥쥐들의 행진>(예술의전당)